# КК Гисен фортисиксерси
КК Гисен фортисиксерси је немачки кошаркашки клуб из Гисена. Тренутно се такмичи у Другој Бундеслиги Немачке.

## Историја
Клуб је основан 1937. године. Најуспешније године клуба су биле 60-е и 70-е када је освојено пет првенстава Немачке и три купа Немачке. 
У скоријој прошлости најбољи резултат је било полуфинале плејофа немачког првенства 2005. године где су поражени од каснијег шампиона Бамберга.

## Успеси
- Бундеслига Немачке
  - Првак (5) :  1965, 1967, 1968, 1975, 1978.

- Куп Немачке
  - Освајач (3) :  1969, 1973, 1979.

## Познатији играчи
- Рики Хикман
- Чак Ејдсон
- Александар Чубрило
- Хајко Шафарцик